# Lucona
Le Lucona est un vraquier  coulé dans une tentative de fraude à l'assurance par une explosion survenue le 23 janvier 1977 dans l'océan Indien, tuant six des douze membres d'équipage.
Au cours de l'enquête qui suit, on découvre le plus grand scandale politique en Autriche depuis la Seconde Guerre mondiale, dans laquelle plusieurs hauts responsables politiques sont impliqués et démissionnent de 1977 à 1992.

## Histoire
Le Lucona est lancé le 15 octobre 1966. Le client était la compagnie maritime Aug. Bolten Wm. Miller’s Nachfolger, basée à Hambourg. Le navire est initialement nommé Steinberg et renommé Niolon (1971), Lucona (1974), Atlantic Progress (1975) et de nouveau Lucona (1976).

## AffaireLucona
Le Lucona est affrété en 1976 par Udo Proksch, alors propriétaire du café viennois Demel et enfant terrible de la société viennoise. Le navire serait chargé d'une usine de traitement de minerai d'uranium à Chioggia, dans le nord de l'Italie. La cargaison est assurée par la Bundesländer-Versicherung à Vienne pour 212 millions de schillings (environ 15,4 millions d'euros). Le destinataire de la livraison est un prête-nom appelé Proksch. Le navire, transportant une charge explosive des armées autrichiennes, coule le 23 janvier 1977 dans la région des Maldives dans l'océan Indien. Six des douze membres d'équipage meurent.
La Bundesländer-Versicherung refuse de payer la somme assurée, car elle soupçonne que le Lucona n'avait pas chargé de l'uranium, mais plutôt de la ferraille, du matériel provenant de la mine de charbon abandonnée d'Oberhöflein et des parties d'une extrudeuse en plastique, ce qui s'est finalement révélé vrai. La charge représente une valeur de seulement 1 million de shillings (environ 73 000 euros).
On ne sait pas exactement ce qui a déclenché la charge explosive. Une télécommande radio utilisant des ondes longues n'aurait été théoriquement possible qu'à longue distance (6 000 km), car le récepteur à bord aurait pu être installé sous la ligne de flottaison, mais l'utilisation d'un émetteur à ondes longues aurait été problématique. Un allumage avec un allumeur acide est exclu en raison de son manque de fiabilité et de timing. L'utilisation la plus probable est une minuterie. Les forces armées autrichiennes avaient des minuteries qui ont fonctionné pendant un maximum de 21 jours et une batterie de voiture était suffisante pour leur alimentation.
La caisse avec la chaudière contenant les explosifs est amenée à Chioggia le 29 décembre 1976 par la route. Le chargement a lieu dans la nuit du 4 au 5 janvier 1977 et la caisse est placée sur le double fond du navire devant le châssis 84. Les panneaux d'écoutille sont fermés le 6 janvier 1977, après quoi le Lucona quitte Chioggia. Selon les documents de chargement, 700 tonnes de fret auraient dû être à bord, sur la base des marques de tirage, il est clair que seulement un maximum de 388 t, compte tenu de l'eau de ballast, seulement 280 t de marchandises sont chargées. En raison de la cargaison plus légère, le Lucona va plus vite qu'avec 700 t de fret et, au moment de l'explosion du 23 janvier 1977, devait être entre l'Inde et le Sri Lanka sur des eaux relativement peu profondes. Par conséquent, des manipulations sont effectuées par l'affréteur qui retardent le voyage.
Après l'arrivée du Lucona à Port-Saïd le 10 janvier 1977 vers 7 heures du matin, la redevance du canal n'est pas payée à temps, de sorte que le Lucona ne peut pas traverser le canal de Suez le 10 janvier 1977, mais le lendemain matin. La deuxième manipulation est de demander au capitaine de changer de cap vers l'Afrique, vers Djibouti après avoir traversé la mer Rouge au lieu du port d'Aden. À la suite de ce détour, le 'Lucona perd un autre jour et se trouve le 23 janvier 1977 à l'un des points les plus profonds de l'océan Indien, à 4 192 m, lorsque l'explosion a lieu à 12h00 GMT (16h00 heure locale). L'heure de l'explosion se situe dans la limite de 21 jours du fusible, l'explosion a lieu à 12h00 GMT et les retards dans le lecteur indiquent que rien ne pouvait être changé au moment de l'allumage pendant le trajet.
Les victimes sont Caspar Borbely (1er ingénieur), Beatrix van der Hoeven (fiancée de Borbely) et les marins Carlos Medina, Vito Marcos Fortes, Andrew Davis et Silvester Roberts.
L'affaire Lucona est dévoilé par les journalistes Gerald Freihofner (Wochenpresse) et Hans Pretterebner. Pretterebner traite des détails recueillis dans son livre Der Fall Lucona, qu'il publie en 1987 en auto-édition et envoie à des gens des milieux maritimes.
Entre 1988 et 1989, une commission d'enquête parlementaire est mise en place pour clarifier l'implication des politiciens dans cette affaire, en particulier les liens politiques avec le SPÖ ("Club 45"), à la suite desquels le président du Conseil national Leopold Gratz et le ministre de l'Intérieur Karl Blecha (tous deux SPÖ) démissionnent. Le traitement judiciaire de l'incident plonge l'Autriche dans un scandale politique sans précédent : 16 politiciens, avocats et hauts fonctionnaires sont démis de leurs fonctions, accusés ou condamnés ; le ministre autrichien de la défense Karl Lütgendorf meurt en 1981, probablement à cause d'un suicide.
À la demande de la justice autrichienne, la société américaine Oceaneering International, spécialisée dans l'imagerie en haute mer, retrouve l'épave du Lucona au fond de l'océan Indien le 5 février 1991 après plusieurs jours de recherches. Un robot de plongée télécommandé fournit 15 heures de matériel vidéo et environ 100 images fixes de l'épave. Elles montrent un champ de débris sur le fond marin : la proue du navire avec une chaîne d'ancre et un point d'écoute est à une certaine distance du reste de l'épave, la cale avant est rompue, mais l'arrière ne montre que des dommages relativement mineurs.
Le procès d'Udo Proksch devant le tribunal correctionnel provincial de Vienne se termine en 1992 avec un verdict de culpabilité pour six meurtres et une peine d'emprisonnement à perpétuité. Proksch meurt fin juin 2001 après une opération cardiaque en détention. Le deuxième cerveau de l'affaire Lucona - Hans Peter Daimler - est condamné en 1997 par le tribunal régional de Kiel à une peine de 14 ans de prison pour avoir aidé et encouragé l'homicide et tenté de frauder une assurance. Des indications d'une possible implication des services secrets étrangers (CIA, KGB, Stasi et BND) dans cette affaire et les transactions particulières qui leur sont associées sont soulevées devant le tribunal de Kiel, mais l'implication n'est pas prouvée.